# Jacques-Philippe Lamoninary
Jacques-Philippe Lamoninary (Maroilles, 14 de septiembre de 1707-30 de octubre de 1802) fue un violinista y compositor francés del período barroco. 
A los dieciséis años ingresó como aprendiz en la Capilla Saint Pierre de Valenciennes. Aparece por primera vez en la contabilidad de los músicos de la ciudad en 1723, donde bajo el título de «ingresos por tasa de aprendizaje pagados por quienes querían ir a tocar a la ciudad» se lee «de nombre Moninary, recibió 6 libras». Hacia 1726 fue nombrado concertino.
El 6 de marzo de 1734 contrajo matrimonio en la misma ciudad con María Magdalena Wyscart. Tras la muerte de su esposa se casó en segundas nupcias, en Boulogne-sur-Mer con Marie-Anne de la Bercomie de Gourdie, viuda de Jacques-Antoine Serin, fiscal de la casa senatorial de los boulogneses. Vivió con su esposa frente a la Plaza de Armas de Boulogne-sur-Mer. A los tres años de la repentina muerte de su segunda esposa,  Lamoninary regresa a Valenciennes, y su nombre reaparece entre los músicos de Saint Pierre. Continuó allí como violinista hasta 1779, cuando regresa a Boulogne, donde se instaló definitivamente. Allí dio lecciones de canto y violín, hasta que murió en la pobreza, a la edad de 95 años, el 30 de octubre de 1802.

## Obra
Toda su obra está dedicada a François Marie Le Danois quien sería su verdadero mecenas:
- Seis sonatas para dos violines con bajo, op.I (1749) [5]
- Seis tríos para dos violines y bajo, op. II (1749) [6]
- Seis tríos para dos violines y bajo, op. III (1755) [7]
- Seis cuartetos sinfónicos para dos violines, violonchelo obbligato y órgano, op. IV (1766)) [8]